# District de Melle
Le district de Melle est une ancienne division territoriale française du département des Deux-Sèvres de 1790 à 1795.
Il était composé des cantons de Melle, Brioux, Celles, Chef Boutonne, Couture, Lezay et Sauzé.